# Xin’e
Die „Gemeinde Xin’e der Oroqen“ (chinesisch 新鄂鄂伦春族乡, Pinyin Xīn’è Èlúnchūnzú Xiāng) ist eine Nationalitätengemeinde im Kreis Xunke der bezirksfreien Stadt Heihe in der nordostchinesischen Provinz Heilongjiang. Xin’e hat eine Fläche von 7561,2 km², davon 5298 km² Wald des Kleinen Hinggan-Gebirges, und 2.099 Einwohner (Stand: Zensus 2010). Die Gemeinde wurde 1956 gegründet und bekam den Namen „Xin’e“ („Neue Oroqen“), um die Sesshaftwerdung der Oroqen, die bis dahin von der umherschweifenden Jagd gelebt hatten, zu dokumentieren.

## Oroqen
Etwa 23 % der Einwohner Xin’es sind Oroqen. Die Gemeinde ist eines der traditionellen Siedlungsgebiete der Birarqen (Birartschen), einer Untergruppe der Oroqen. Die Oroqen sind – neben den Ewenken – eines der beiden nordtungusischen Völker Chinas.

## Administrative Gliederung
Xin’e setzt sich aus fünf Dörfern zusammen. Diese sind:
- Dorf Xin’e der Oroqen (新鄂鄂伦春族村), Zentrum, Sitz der Gemeinderegierung;
- Dorf Puluokouzi (浦洛口子村);
- Dorf Xinchun (新春村);
- Dorf Xinhua (新华村);
- Dorf Xinmin (新民村).